# ブライス (人形)
ブライス（Blythe）は、1972年にアメリカのケナー・プロダクツから発売された人形である。2001年6月にタカラ（現：タカラトミー）→2022年2月からグッドスマイルカンパニーからレプリカが発売されている。

## 概要
1972年、アメリカのケナー社（オハイオ州シンシナティ）に所属していたアリソン・キャツマンによりデザインされ、同社より発売された着せ替え人形である。
大きな頭（三頭身でグレープフルーツ大）が特徴で、頭の後ろから出ているひもを引っ張ると瞳の色が4色（グリーン・ピンク・ブルー・オレンジ）へと変わる、他には見られないギミックが組み込まれている。本格的な可動式人形ではないが、膝にはクリックする関節があり座ったポーズを取らせることともできる。
子供が親しみやすい幼児体型を意識してデザインされたが大きな人気を獲得するには至らず、ドレスセットやウィッグなども合わせて発売されたものの数年で生産は終了された。ただ当時のケナー社では5年を超えて継続される商品は稀で、ブライスの販売が特に短期で終了されたというわけでもない。しかしこの後ブライスが店頭から消え、やがて忘れ去られたのは事実であろう。 
時を経て2000年、写真家のジーナ・ガラン（Gina Garan）によるブライスの写真集が出版されて話題となり、これに目をつけたパルコのキャンペーンビジュアルにブライスが使用されたことから日本での人気に火が着いた。そして2001年からクロス・ワールド・コネクションズ（以下CWC）のプロデュースのもと、株式会社タカラ（現：株式会社タカラトミー）がレプリカのネオブライス（2001年6月パルコ限定「パルコリミテッド」／2001年6月一般販売 第一弾：BL1 モンドリアン）が販売された。その後もつぎつぎと新しいモデルが発売されブライスの人気が定着していった。日本のみならず各国で注目され、米国のアシュトンドレイクからもネオブライスとは違う復刻版が販売された。
ファッションドールという位置付けからファッションブランドやアーティストとのコラボレーションも多く、定価も1万前後に設定され主に大人向けの商品として販売されている。この他に小さなサイズで価格設定が低い「プチブライス」や、ヘアまでプラスチックで作られた食玩の「ブライスベル」も販売されている。
タカラトミーから専用のドレスやシューズのセットなどが販売されているが、ボディは基本的にリカちゃんとほぼ同じサイズであるため、リカちゃん用に販売されるドレスも一部流用できる。本体の加工が比較的容易なこともあり、手作り愛好家らによるカスタマイズや自作服の紹介・販売サイトが存在し、ヤフーオークションでの売買も盛んである。また昨今では母親の年代（アイアイちゃんで遊んだ世代等）に受け入れられていることもあり、親子で愛好している低年齢のファンも増えている。
この人形が復刻されて以降、プーリップやブラッツのように、1/6スケールでありながら体に対して頭の大きいドールが発売されるようになった。また2005年頃にバービーのヘッドサイズが数mm大きくなったのはブライスの影響といわれている。

## 種類
ケナー社オリジナルのブライスまたは1970年代に製作されたブライスは「ヴィンテージブライス」、タカラ及びグッドスマイルカンパニーのブライスは「ネオブライス」と呼ばれている。
アシュトンドレイクのブライスは公式の復刻版となるが、ケナー社オリジナルと比較するとディテールに相当の差異があり「復刻ブライス」または「アシュトンブライス」等と呼ばれる。

### ケナー版（本家）
1972年、アメリカのケナー社（Kenner）が発売（1991年、Kenner社のtoy部門はHasbro社が買収）。
赤毛、ブロンド、ブルネット、ブラックと髪の毛の色が異なる。現在はプレミアがついており、価格帯は十万円から数十万円まである。

#### 海外向け

##### トミー版
日本で販売されたヴィンテージブライス。1972年、トミーから発売。「まほうのひとみアイアイちゃん」の名称で日本で発売されたもので、ドレスとパッケージを日本仕様に変更している。
ドール自体はケナー社オリジナルと同様のヴィンテージブライスと同じ型と材質である。しかし、当時はあまり大々的に宣伝しなかった事と、顔がまだ当時の日本では受け入れられなかった事、値段が当時としてはやや高価だった事も手伝ってか、生産が1年も経たないうちに打ち切られた。ちなみにブライスが注目された2001年頃にはトミー本社にも当時のサンプルが1つしかなかったという。

##### パリトイ版
欧州向けに発売されたヴィンテージブライス。「まほうのひとみアイアイちゃん」とほぼ同時期に、英国のPalitoy社からもヴィンテージブライスが発売されていた。日本のアイアイちゃんと違い、服装はオリジナルのケナー版とほぼ同じような衣服を身にまとっていたという。人形は香港の工場で作られていた。

### ネオブライス
日本では、2001年6月にハズブロの許諾を受け、クロスワールドコネクションズプロデュースのもと、タカラ（現・タカラトミー）から発売された。
その後、ハズブロとタカラトミーのライセンス契約満了に伴い、2021年7月に製造・発売元がタカラトミーからグッドスマイルカンパニーへ移管された。グッドスマイルカンパニーへの移管に伴い、フェイスタイプ・ボディは新規金型を使用する他、対象年齢も15歳以上へ引き上げられた。アフターサービスに関しては、タカラトミーが発売した製品はタカラトミーで、グッドスマイルカンパニーが発売した製品はグッドスマイルカンパニーでそれぞれ行う。

#### ネオブライス（レプリカ）
2001年6月、タカラ（現・タカラトミー）から発売。ヴィンテージブライスと同サイズの約28cm。後頭部から出ている紐を引っ張ると目の色が変わり、グリーン、ブルー、ピンク、オレンジ（順不同）のアイカラーに変化するギミックも再現された。
1ヶ月に1・2体のペースで新作が発表・販売されており、販売中・完売・製造終了も含め、2004年までに37種、2006年12月末までには75種、2019年2月までに260種が販売された。人形の仕様は若干変更されながら販売されており、初期版と後続モデルでは印象が異なるものもある。コラボやアニバーサリーで販売されるブライスは、スペシャルアイカラーなどの特別な加工が施される。

#### プチブライス
後発のアレンジサイズで、2002年6月、ネオブライスのプチサイズ（約11.2cm）としてタカラトミーから発売。アメリカではプチブライスはハズブロ社が作っていた。
通常サイズのブライスのように目の色は変わらないが、横にすると眠るようにまぶたが下りるようになっている（ただし初期のプチブライスはまぶたが下がらない）。
2004年までに48種、2006年12月末までには139種、2014年9月までに194種が販売された。こちらも、コラボやアニバーサリーで特別仕様のドールがある。

#### 復刻版ブライス
2004年8月から2008年4月にかけて、アシュトンドレイク・ギャラリーズ社（Ashton-Drake Galleries）から全12種が発売された。パッケージやドレスは忠実に再現されているが、ドール本体はケナー社のオリジナルブライスとは印象が異なる。

#### ミディブライス
2010年9月にタカラトミーから発売。ネオブライスとプチブライスの中間サイズとして登場した。
顔はネオブライスよりも表情がやわらかく乙女チックであるのが特徴で、従来のヴィンテージブライスやネオブライスにはないふんわり感を出している。2019年2月までに35種が販売された。

## ネオブライスの種類
「ネオブライス」は、クロスワールドコネクションズとタカラトミー→グッドスマイルカンパニーによる、日本オリジナルの復刻ブライスの総称である。時代によって顔型やアイギミック、ボディなどに違いがあり、それぞれのタイプが以下のように命名されている。これは本体の仕様の違いであり、アウトフィットや髪色、メイクなどのそれぞれのモデルのキャラクターの違いではない。
エクセレント
この時期はブライスとしての完成度は高くなく、モデルごとに仕様が違い、作を追うごとに進化していた。
- 2001年6月「パルコリミテッド」からの最初期のモデル。厳密には「エクセレント」いう名称自体がない漠然とした復刻モデルだった。しかし復刻とはいえヴィンテージから引き継いだパーツはなにもなく、ヘッドやアイギミックは日本で新作したオリジナルモデルだった。ボディは「リカちゃん」のものを流用しているためサイズが小さく、ヘッドとのバランスがかなり違っていた。顔型はヴィンテージとはやや印象が異なり、アイギミックや白目の色や材質などもちがい、まつ毛が薄くまばらで、瞳を輝かせるパーツが入っていない。
- エクセレント。2002年6月の1周年記念モデル「ミス・アニバーサリー」からヴィンテージに似せた大きさと構造のボディが新作された。正式にはこのボディが「エクセレント」と呼ばれるものなのだが、後述の「スペリオール」タイプが新顔型によって新モデルと定義されるものであったため、便宜上それ以前の顔型モデルが「エクセレント」と呼ばれるようになる。
- 後期エクセレント。ヴィンテージを目指した改良はさらに進み、細かなパーツが差し替わっている。モデルによっては白目がやや透明感のある乳白色になり、瞳の光沢はまだ入っていないが、目の表情はかなりブライスらしいものに変化している。

スペリオール
2003年12月の「スペリオールスケート」から。ヴィンテージブライスをスキャンしたという新しい顔型に変更。目にはついに光沢のパーツが追加。まつ毛もヴィンテージのように太く濃くなる。ここに至り日本オリジナルのブライスの仕様は一旦の完成となり、以降は細かな改良やバリエーション展開となる。しかし発表当初のスペリオールはヴィンテージと直接見比べると細かな差異はまだ残されていた。ややアイホールが小さく若干瞳も小さく、フェイスラインにも違いがみられる。しかも初期モデルは目線が下がっている問題があった。視線については「アイ・ラブ・ユー・イッツ・トゥルー」からただしく修正された。
ラディエンス
2006年9月のアニバーサリー「ダーリングディーバ」から。よりヴィンテージを意識した新顔型のモデル。
スペリオールよりアイホールが大きく、元にしたヴィンテージブライスに倣って左右のアイホールの大きさが違う
ヴィンテージに似た口元と、すっきりした顎のラインになっている
フェアレスト
2009年3月の「ブルーミーブルームズベリー」から。エクセレント時代のテイストを意識したバリエーションモデル。ラディエンスから完全に切り替わったわけではなく、両方のモデルが並行して展開されていた。ラインナップは比較的少ない。
白目の割合が少なく、黒目がち、半マット肌仕様
目の形がまるく、ラディエンスと比較すると、やや目が小さく見える
ほっぺがふっくらしており、リップが直線気味
後期エクセレントとの相違は詳細不明
ラディエンス＋
2013年8月の「ハイホーマリーン」から。ラディエンスそのままに作られた新型。金型の疲弊などによって新調されたもの。旧ラディエンスのパーツと互換性がある。
ラディエンスリニュー
2017年5月の「グレイシー・シャンティリー」から。ラディエンスをベースにしたリニューアル版。顔そのものの変化は無いため飾った状態で見分けるのは難しいが、頭部内部には大きな違いがあり、頭皮(髪)がネジ止めで交換できるような構造に変更されている。そのため改造や修理がしやすいが、一部のパーツはラディエンスやラディエンス＋との互換性がなくなっている。
ラディエンスエボリューション
2022年2月の「ソングオブロンドンメアリー」から。製造元がグッドスマイルカンパニーに変更になったため、顔型、アイギミック、ボディ、スタンドなど、すべてが新作のネオブライスとなった。しかしデザインチェンジを目的としていないため、基本的にはラディエンスリニューの再現と言える。わずかな違いこそあるものの、顔立ちに目立った違いはなく、前モデルと見分けるのは難しい。
頭皮が交換できる構造もリニューと同じだが、わずかな寸法の違いによりパーツの互換性は完全ではなく、リニュー⇔エボリューション間では調整しないとパーツの流用ができない。

### シリーズ
シンプリー（順不同）
- ライラック
- バニラ
- ペパーミント
- マンゴー
- グアバ
- バブルブーム
- チョコレート
- スパークリースパーク
- タンプティタンプ

プリマドーリー（順不同）
- トウキョウ
- パリ
- ロンドン
- アドーラブルオーブリー
- ウィンサムウィロー
- ヘザースカイ
- アマリリス
- ペオニー
- メロン
- オーブリー
- サフィー
- プリマドーリーアンコール サフィー
- プリマドーリーアンコール オーブリー

## 日本での取扱店
- タカラトミーモール
- Juniemoonオンラインショッピング
- ブライスショップ
- キディランド
- アゾンレーベルショップ

など